# Darius Banks
Darius Banks (nacido el 26 de febrero de 1998 en San Petersburgo (Florida)) es un jugador de baloncesto estadounidense. Su posición es escolta.

## Trayectoria
Nacido en San Petersburgo (Florida), es un escolta formado en St. Petersburg High School de su ciudad natal, hasta 2017, fecha en la que ingresó en la Universidad James Madison, situada en Harrisonburg, en el estado de Virginia, donde jugaría durante tres temporadas la NCAA con los James Madison Dukes, desde 2017 a 2020.
En 2020, cambia de universidad e ingresa en la Universidad de Tennessee en Chattanooga, situada en Chattanooga, Tennessee, donde jugaría durante dos temporadas la NCAA con los Chattanooga Mocs, desde 2020 a 2022.
Tras no ser drafteado en 2022, el 5 de julio de 2022, firma por el Den Helder Suns de la BNXT League.
El 17 de noviembre de 2022, abandonaría el conjunto holandés por razones personales.